# Sulafa Tower
Der Sulafa Tower ist ein Wolkenkratzer in Dubai (VAE). Das in Dubai Marina gelegene Gebäude wurde im Jahr 2010 nach einer Bauzeit von rund vier Jahren fertiggestellt. Seine Höhe beträgt 285 Meter, wodurch er zu den höheren Bauwerken der Stadt zählt. Oberirdisch zählt der Bau 75 Etagen, in denen fast ausschließlich Wohnungen untergebracht sind. Weitere vier Stockwerke liegen unterirdisch und dienen vornehmlich für technische Einrichtungen zur Aufrechterhaltung des Gebäudebetriebs. Der Bau verfügt über einen quadratischen Grundriss und steigt in schlanker Gestalt auf und schließt auf etwa 250 Metern mit einem Flachdach ab, über dem eine Turmspitze folgt. Die gesamte Konstruktion des Wolkenkratzers besteht aus Stahlbeton.